# Bismarckrupsvogel
De bismarckrupsvogel (voorheen grijskaprupsvogel) (Edolisoma remotum synoniem: Coracina remota) is een zangvogel uit de familie Campephagidae (rupsvogels). 

## Verspreiding en leefgebied
Deze soort is endemisch in de Bismarckarchipel en telt vier ondersoorten:
- E. r. remotum: Nieuw-Ierland, Lavongai en Feni (noordoostelijk Bismarck).
- E. r. matthiae: Mussau en Emirau (noordelijk-centraal Bismarck).
- E. r. rooki: Umboi (zuidwestelijk Bismarck).
- E. r. heinrothi: Nieuw-Brittannië (zuidoostelijk Bismarck).

## Status
De grootte van de populatie is niet gekwantificeerd maar de soort wordt omschreven als schaars tot vrij algemeen. Op de Rode lijst van de IUCN heeft deze soort de status niet bedreigd.